# Corp de iluminat
Corpurile de iluminat reprezintă accesoriile care produc luminozitatea într-o încăpere. Corpurile de iluminat sunt accesorii de design, care pe lângă funcționalitatea lor intrinsecă, aceea de a lumina încăperile, aduc un plus de stil și finețe încăperii prin designul pe care-l au. Există o gamă variată de corpuri de iluminat:
- Lustre
- Candelabre
- Aplice
- Plafoniere
- Spoturi

Există o gamă variată de domenii de întrebuințare:
- iluminat casnic
- iluminat public
- iluminat de business și tehnologic
- iluminat de grădină